# Oratorio di San Filippo Neri (Bologna)
L'oratorio di San Filippo Neri era un oratorio di Bologna, adiacente alla chiesa di Santa Maria in Galliera, ora utilizzato per iniziative culturali.

## Storia
All'inizio del XVIII secolo la Congregazione dei Padri filippini ottenne l'autorizzazione per la costruzione di un oratorio annesso alla chiesa di Santa Maria in Galliera. I lavori, su progetto dell'architetto Alfonso Torreggiani iniziarono nel 1723. Il 13 agosto 1733 venne consacrato dal cardinale Prospero Lambertini, all'epoca arcivescovo di Bologna.
Nel 1798 l'oratorio fu oggetto delle soppressioni napoleoniche, mentre nel 1813 ritornò nella disponibilità dei Padri filippini.
Nel 1866, in seguito alla soppressione degli Ordini religiosi in Italia, l'oratorio venne trasformato in una caserma militare. Nel 1905 tornò nella disponibilità dell'arcidiocesi bolognese. Il 29 gennaio 1944 venne semidistrutto con il bombardamento della città da parte degli Alleati.
Nel 1948 l'oratorio venne donato dall'arcidiocesi di Bologna alla Congregazione dei Padri filippini e iniziarono i lavori di restauro su iniziativa di Alfredo Barbacci, soprintendente di Bologna. I lavori furono bloccati nel 1953 e l'oratorio venne utilizzato come deposito di materiali edili.
Nel 1997 la Fondazione del Monte di Bologna e Ravenna acquistò l'oratorio e affidò i lavori di restauro allo studio dell'architetto Pier Luigi Cervellati. Il restauro durò 18 mesi e il 20 dicembre 1999 l'oratorio di San Filippo Neri riaprì al pubblico.
Da allora ospita diverse attività culturali oltre a essere una delle sedi dei festival musicali cittadini come Bologna Festival, Musica Insieme e Bologna Jazz Festival.

## Descrizione

### Esterno
Il portale cinquecentesco proviene, come si può leggere nell'architrave, da una casa della famiglia Hercolani (1519).

### Interno
L'interno è costituito da un'unica navata in stile rococò ed è opera dell'architetto Alfonso Torreggiani; le pareti sono adornate da affreschi di Angelo Piò; la pala d'altare, raffigurante San Filippo Neri, è opera di Francesco Monti; le decorazioni e gli stucchi sono di Carlo Nessi con interventi di Ferdinando Galli da Bibbiena; nella controfacciata l'affresco Ecce Homo di Ludovico Carracci (1592).
Il restauro del 1997-1999 era principalmente teso a ripristinare la volta a botte e la cupola tramite una struttura in legno di centine portanti e listelli.
Inoltre, nel 2002 vennero rifatti gli intagli lignei ad opera di Sergio Bellani e installato il nuovo organo ad opera di Marco Fratti al posto del precedente, distrutto dal bombardamento del 1944.